# Thismia
Thismia es un género con 42 especies de plantas angiospermas perteneciente a la familia Thismiaceae, anteriormente clasificado en la familia Burmanniaceae. Es originario de Asia tropical a Japón, E. y SE. de Australia a Nueva Zelanda, Norte-centro de U.S.A., Costa Rica a América subtropical.

## Especies seleccionadas
- Thismia abei
- Thismia alba
- Thismia americana
- Thismia andicola[2]
- Thismia appendiculata
- Thismia arachnites
- Thismia aseroe
- Thismia bifida
- Thismia brunoniana
- Thismia crocea
- Thismia espirito-santensis
- Thismia glaziovii
- Thismia hongkongensis
- Thismia megalongensis
- Thismia melanomitra
- Thismia neptunis
- Thismia panamensis
- Thismia rodwayi
- Thismia yorkensis